# Gabardina (prenda)

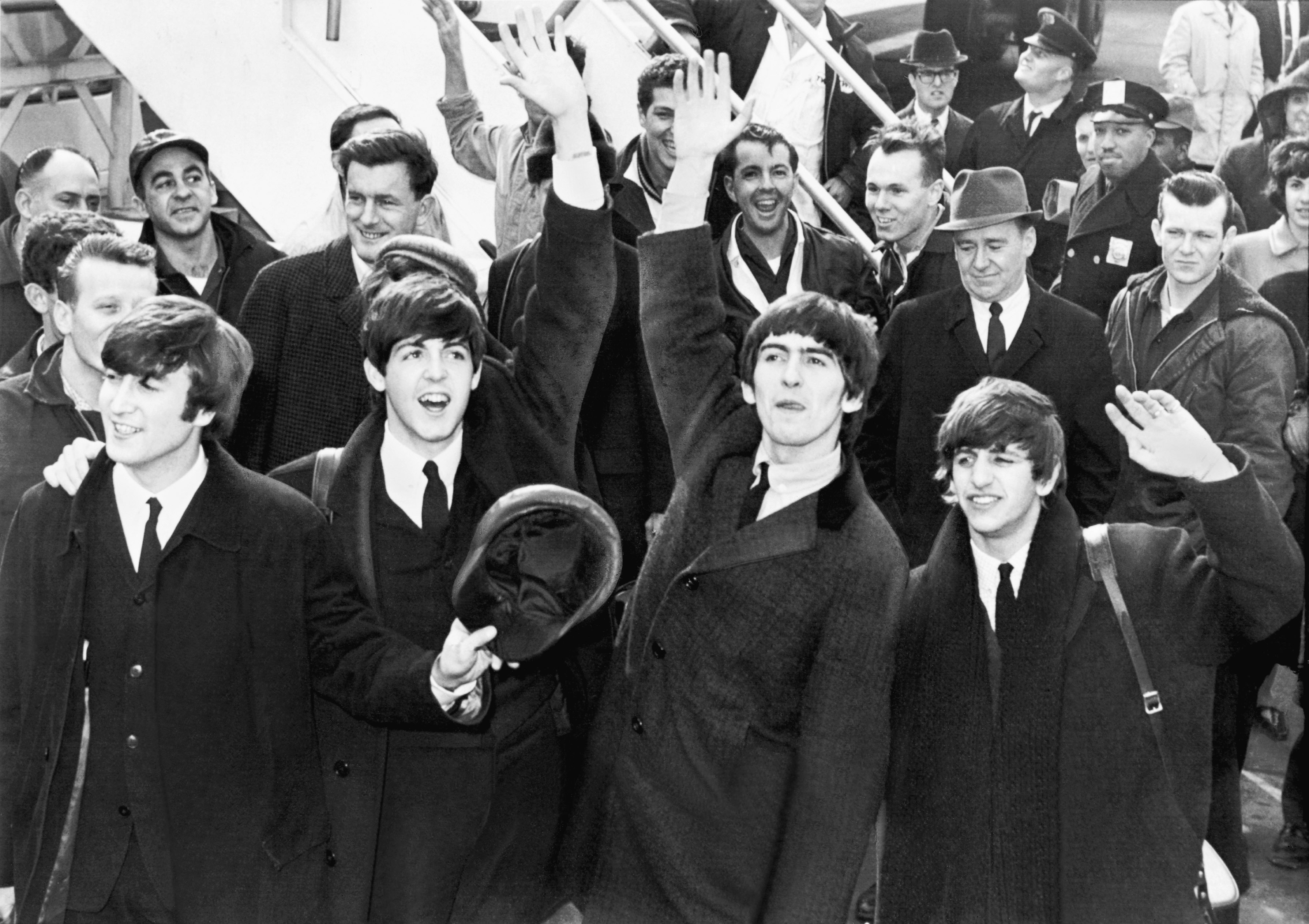
The Beatles con gabardina

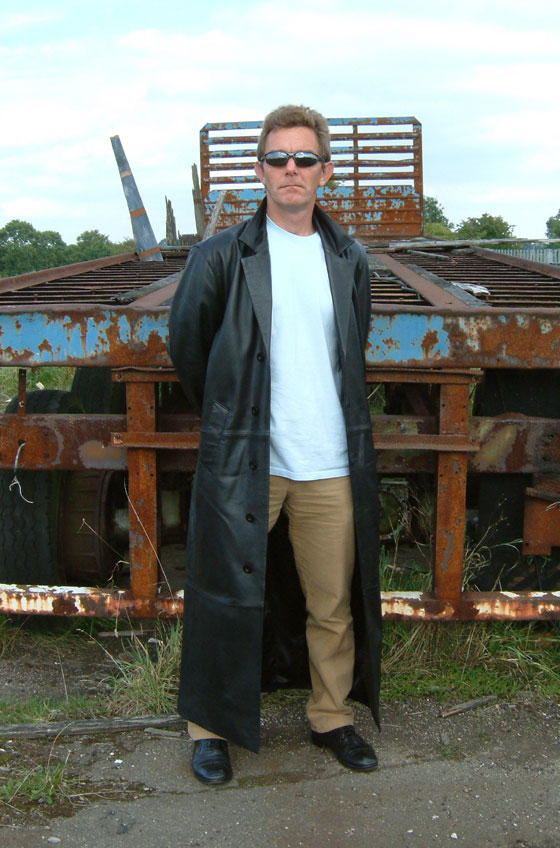
Gabardina de piel

La gabardina es una prenda exterior que por su tejido impermeable se utiliza para resguardarse de la lluvia. La gabardina es una pieza abierta que llega hasta la rodilla en su corte clásico y que tiene botones y solapas muy visibles. En Argentina esta prenda se denomina piloto.
El tejido de gabardina fue inventado por el británico Thomas Burberry en 1880 para su uso en la prenda homónima.[cita requerida] La gabardina contemporánea fue en su origen una prenda de los oficiales británicos durante la Primera Guerra Mundial.[cita requerida] Los actores de Hollywood la pusieron de moda durante los años 1930 y 1940 en papeles de gánsteres. Más adelante, se popularizó para el resto de la población acabando por ser utilizada tanto por hombres como por mujeres. 
En la actualidad, la gabardina sigue siendo una prenda impermeable pero se ha convertido en una pieza sujeta a los designios de la moda, con multitud de modelos y diseños. Así, junto a los cortes clásicos hoy se pueden encontrar prendas cortas, largas, entalladas, con vuelo, etc. Por su parte, el catálogo de colores ha dejado de restringirse a los tradicionales marrón y gris para extenderse a todo tipo de llamativos diseños. 
La gabardina no ha sido tradicionalmente una prenda de abrigo por lo que se ha venido utilizando en meses de entretiempo. Sin embargo, la incorporación de forros de piel, plumas, acolchados y otros materiales en algunos modelos la han convertido también en una opción para los meses más fríos.